# 아랑전설 (비디오 게임)
《아랑전설: 숙명의 싸움》은 SNK가 발매한 대전 격투 게임이다. 자사가 개발한 네오지오 MVS 아케이드 기판으로 1991년 출시됐다. SNK가 네오지오로 제작한 첫번째 대전 게임으로 이후 《아랑전설》 시리즈의 시초가 됐다. 캡콤의 게임 《스트리트 파이터 (1987)》를 기획했던 니시야마 타카시가 디렉터를 맡았다. 북미 및 유럽 지역에선 《분노의 혈투: 죽음의 대회》라는 제목으로 출시됐다.
의형제 테리 보가드와 앤디 보가드, 그리고 그들의 친구 조 히가시를 주축으로 '킹 오브 파이터즈' 격투 대회에 참가하는 것이 주내용이며, 이들 세 명 중 하나를 플레이어 캐릭터로 선택해 컴퓨터가 조종하는 캐릭터와 대전에서 승리를 거두는 것이 게임의 목표이다. 보가드 형제의 숙적 기스 하워드가 데뷔한 작품이며 작중 격투 대회는 이후 1994년 SNK가 발매한 크로스오버 격투 게임 시리즈 《더 킹 오브 파이터즈》의 기원이 됐다.
가정용 네오지오 콘솔 및 네오지오 CD 이외에 슈퍼 패미컴, 메가 드라이브 및 샤프 X68000로 이식판이 발매됐다. 이후 버추얼 콘솔, 플레이스테이션 네트워크 등 다양한 디지털 플랫폼으로 재발매됐다.

## 등장인물
플레이어 캐릭터
- 테리 보가드
- 앤디 보가드
- 조 히가시

CPU 전용 캐릭터
- 덕 킹
- 리처드 마이어
- 마이클 맥스
- 텅푸루
- 화 자이
- 라이덴
- 빌리 칸
- 기스 하워드

## 평가
| 평가 |                           |
| --- | ------------------------- |
| 평론 점수 평론사 점수 CVG Neo Geo: 94% [ 1 ] Genesis: 85% [ 2 ] 게임팬 Genesis: 348 / 400 [ 3 ] 게임프로 Neo Geo: 5 / 5 [ 4 ] Maximum Neo Geo: [ 5 ] |                           |
| 평론 점수 |                           |
| 평론사 | 점수                      |
| CVG | Neo Geo: 94% Genesis: 85% |
| 게임팬 | Genesis: 348 / 400        |
| 게임프로 | Neo Geo: 5 / 5            |
| Maximum | Neo Geo:                  |

## 참조
1. ↑  일본어: 餓狼伝説 ～宿命の闘い～
2. ↑  영어: Fatal Fury: King of Fighters